# شاكتي موهان
شاكتى موهان (بالإنجليزية: Shakti Mohan)‏ (من مواليد 12 أكتوبر 1985 في دلهي) هي راقصة هندية ومصممة رقصات وشخصية تلفزيونية. هي الفائزة في برنامج الواقع الرقص على قناة Zee TV Dance India Dance 2. وهي قائدة وكابتن برامج الواقع الهندي مثل Dance plus seasons.

## حياة مهنية
بعد فوزها في الموسم الثاني من Dance India Dance ، أنتجت شاكتي تقاويم ذات طابع رقص لعامي 2012 و 2013. ظهرت أيضًا في سلسلة المراهقين الخيالية Dil Dosti Dance كشخصية رئيسية. كانت أيضًا متسابقة ونهائية في Jhalak Dikhhla Jaa في عام 2014. أغنيتها الأولى كمصممة رقص في بوليوود هي "Nainowale Ne" في فيلم Padmaavat. إنها تمتلك علامتها التجارية الخاصة بالرقص المسماة Nritya Shakti. كانت أيضًا حكماً ومرشدة في عرض الواقع لمسابقة الرقص المسمى Dance Plus for Seasons 1-4. هي الشقيقة الصغرى للمغنية نيتي موهان والأخت الكبرى للراقصة والممثلة موكتي موهان. في عام 2012، تعاونت مع الملحن محمد فيروز في مشروع رقص ترعاه هيئة الإذاعة البريطانية في نيويورك. كما أنتجت فيديو موسيقي راقصًا مع شقيقاتها. في عام 2013، أطلق Mohan قناة على يوتيوب تحتوي على مقاطع فيديو تعليمية للرقص. في عام 2015، حكمت شاكتي أيضًا على عرض Dance Singapore Dance. كان Shakti أيضًا جزءًا من حملة L’Oréal Paris في عام 2020.

## وصلات خارجية
- شاكتي موهان على موقع IMDb (الإنجليزية)
- شاكتي موهان على موقع قاعدة بيانات الأفلام العربية
- شاكتي موهان على موقع قاعدة بيانات الفيلم (الإنجليزية)